# Fabio Ochoa Restrepo
 Fabio Ochoa Restrepo (Salgar, Antioquia, 12 de mayo de 1924 - Envigado, Antioquia, 18 de febrero de 2002) fue un empresario, ganadero, caballista, hacendado y presunto narcotraficante colombiano. Conocido por su afición a los caballos era un criador y dueño de varias propiedades dedicadas al negocio equino. Fue además el patriarca de la familia Ochoa Vásquez, en la cual nacieron sus hijos Juan David, Jorge Luis y Fabio, conocidos popularmente como los Hermanos Ochoa, reconocidos narcotraficantes y miembros de alto nivel del Cartel de Medellín, organización criminal que fundaron junto a Pablo Escobar, de quien fueron aliados.

## Biografía
Nació en Salgar (Antioquia), el 12 de mayo de 1924. Hijo de Tulio Ochoa Vélez. Era propietario del criadero La Margarita del 8 y del estadero Las Margaritas.
Desde la década de los 70 era dueño de un restaurante en Medellín. En esta época, sus tres hijos se involucraron en el narcotráfico.
Estuvo en prisión en dos oportunidades. En 1976 fue detenido en el Aeropuerto El Dorado de Bogotá y nuevamente en 1984, fue arrestado en conexión con el asesinato del ministro de justicia Rodrigo Lara Bonilla. Fue dejado en libertad 13 días después. En algún momento, de los 10 más buscados por el FBI, eran sus tres hijos Juan David, Jorge y Fabio.
El 26 de septiembre de 1986, se canceló una exposición equina en la Universidad Nacional de Colombia de Bogotá, debido a protestas por la participación de Ochoa y sus hijos relacionados con el narcotráfico. Luego fundaría otros restaurantes en Jamundí (Valle del Cauca) y en Chía (Cundinamarca).
Murió en el 2002 en Envigado, a la edad de 78 años, de una infección en los riñones, por sus problemas de peso que lo acompañó toda su vida.

## Familia
Nieto de Abelardo Ochoa González, quien fue famoso por haber recibido la Cruz de Boyacá de manos de Darío Echandía, por haber organizado la primera Feria ganadera en 1932. Su tío Fidel Ochoa Vélez, continuó esa línea al fundar la Escuela de Medicina Veterinaria de Bogotá y de Antioquia, de las cuales fue decano vitalicio, recibió la Cruz de Antioquia y la Orden de Gran Caballero de la gobernación. El padre de Fabio, Tulio Ochoa Vélez, acogió la tradición ganadera y agropecuaria.
Estuvo casado en dos oportunidades siendo Margot Vásquez la mujer que le dio 8 de sus 11 hijosː Juan David, Jorge Luis y Fabio, narcotraficantes confesos, condenados hoy por el mismo asunto, y Martha Nieves, cuyo secuestro en 1981, por el M-19 desató la furia de la familia y sus socios, quienes crearon un grupo paramilitar llamado Muerte a Secuestradores (MAS). Otros de sus hijos con Margot Vásquez son Ángela María (fue detenida por tráfico en Miami en 1977), Fresia, Cristina María, y María Isabel.
Es pariente del político colombiano Álvaro Uribe Vélez, presidente del país entre 2002 a 2010, quien por línea materna es parte del tronco familiar, ya que Fabio era hermano de Norma Ochoa Restrepo, esposa del tío abuelo de Uribe, Roberto Vélez Ochoa.

## Actividad equina
Ochoa fue un referente en la cría y entrenamiento de caballos de paso fino. Era el empresario equino de exposiciones más importante y rico de Colombia.
Fue responsable por algunos de los grandes especímenes del mundo como 'Terremoto de Manizales', y 'Tupac Amaru'. Éste último fue el legendario caballo del narcotraficante y socio de sus hijos, Gonzalo Rodríguez Gacha, el Mexicano, amante también de éstos animales.
Por su parte, Terremoto era el caballo de Roberto Escobar, el Osito, hermano del capo Pablo Escobar.
Ochoa era dueño de la Hacienda Las Margaritas y el Hacienda Margarita del 8, sitios donde ofrecía espectáculos equinos.
En 1995 fue inhabilitado a ejercer sus negocios de exposición equina por dos años, ya que golpeó a un juez de Medellín.

## Obra
- Mi vida en el mundo de los caballos (1988).[27]